# Euprosthenops wuehlischi
Espèce
Euprosthenops wuehlischi est une espèce d'araignées aranéomorphes de la famille des Pisauridae.

## Distribution
Cette espèce est endémique de Namibie. Elle se rencontre vers Gobabis.

## Description
Les mâles mesurent de 15 à 19 mm.

## Étymologie
Cette espèce est nommée en l'honneur de M. von Wühlisch.

## Publication originale
- Roewer, 1955 : Araneae Lycosaeformia I. (Agelenidae, Hahniidae, Pisauridae) mit Berücksichtigung aller Arten der äthiopischen Region. Exploration du Parc National de l'Upemba Mission G. F. De Witte, vol. 30, p. 1-420.